# Batalla del Puig
La batalla del Puig de Santa María fue un enfrentamiento armado que tuvo lugar el 15 de agosto de 1237 cerca de la ciudad de El Puig, entre las fuerzas de la Corona de Aragón y las tropas de la Taifa de Valencia, en el marco de la campaña de Jaime I de Aragón para conquistar la ciudad de Valencia. La batalla resultó en una victoria decisiva para los aragoneses, consolidando su control sobre el territorio valenciano y allanando el camino para la caída de la ciudad de Valencia, que se produciría al año siguiente, en 1238. La victoria cristiana en el Puig fue fundamental para el avance del Reino de Aragón en la Reconquista, marcando un punto de inflexión en la lucha por la península Ibérica.

## Antecedentes
Los almohades lograron fusionar los emiratos de la península ibérica con los de África del Norte en una unidad política relativamente inestable. Los gobernadores almohades de Balansiya, Zayd Abu Abd Allah y Abu Zayd, actuaban con plena autonomía, e incluso se titularon reyes. Sin embargo, nunca acuñaron moneda ni negaron su sumisión al califa almohade. Tras la derrota de los almohades en la batalla de Las Navas de Tolosa, el imperio se desintegró y se fragmentó en diversos reinos de taifas, de los cuales los más importantes fueron el Reino de Granada, los háfsidas de Túnez, los Banu Zian de Argelia y los Benimerines de Marruecos.
En 1224, Jaime I convocó a los nobles de Aragón para iniciar la conquista de Balansiya, penetrando por Teruel. En ese momento, Abū Zayd le pidió una tregua, que fue aceptada por Jaime I a cambio de la quinta parte de los ingresos de Balansiya y Mursiyya. Durante el verano de 1225, Jaime I intentó apoderarse del castillo de Peñíscola pero, debido a la falta de apoyo de la nobleza aragonesa, la operación fracasó.
En 1228, Ibn Hud encabezó una rebelión indígena anti-almohade que logró tomar Madina Mursiyya y dominó varias regiones de la costa, como Orihuela, Denia, Gandía, Játiva y Al-Yazirat Šuqar. A pesar de sitiar Balansiya, no pudo tomar la ciudad. Sin embargo, la amenaza de una intervención del Reino de Castilla obligó a Ibn Hud a retirarse hacia Madina Mursiyya.
El pacto entre el rey cristiano y Abū Zayd llevó a que muchos musulmanes pasaran al bando de Zayyan ibn Mardanish, nieto de Abu ul-Hayyach, al creer que Abū Zayd los había traicionado al abandonar el Islam. Abū Zayd dejó la ciudad de Balansiya y se trasladó al norte, mientras Zayyan entraba triunfante en la ciudad en enero de 1229, aunque sin proclamarse rey. Desde Madina Mursiyya, Ibn Hud continuó asediando la ciudad de Balansiya, presionando a Zayyan para que la abandonase. Todo este caos en la ciudad fomentó las ansias de Jaime I para intentar nuevamente la conquista del Reino, especialmente tras la victoria cristiana en la toma de Mallorca en 1229.

## La campaña de Valencia
En 1235 se realizaron ataques a los alrededores de Balansiya, pero finalmente el ejército cristiano se retiró, tanto de Albalat cómo de Cullera. El 25 de junio de 1235, Jaime I el Conquistador asedió el castillo de Foios, ya muy cerca de Balansiya. Los musulmanes de Zayyan ibn Mardanish, al retirarse hacia el sur, habían arrasado la fortificación del puig de Cepolla o de Enesa.
Jaime I se entrevistó en Teruel con Abū Zayd, el emir destronado, estableciendo un nuevo pacto entre ellos, que venía a ser una confirmación del pacto de 1229. Correspondía a Jaime I la cuarta parte del territorio de Valencia que se sometiese a Abū Zayd, y este y sus hijos se declaraban vasallos de Jaime I, y de los hijo que éste tuviese con su segunda mujer Violante de Hungría. En este tiempo, Abū Zayd se había convertido al cristianismo, adoptando el nombre de Vicens. Ya cristiano, se casó con una dama de Zaragoza llamada María Ferrandia.
En los documentos de 1236 figuran ya los preparativos aragoneses para el ataque de Balansiya. El 13 de octubre, las Cortes generales de Monzón trataron de la conquista. En un documento del día 28, expedido en Lérida, Jaime prometía dotar a la iglesia de Valencia, cuando conquistase la ciudad, empresa tratada, dice, "apud Montesonum in curia generali quam convocavimus pro facienda exercitus contra mauros". El mismo día 28 prometía destinar a templo católico la mezquita mayor de Valencia. El 13 de noviembre dictó un decreto disponiendo que, una vez tomada la ciudad, la iglesia de Valencia pasaríz a ser dependencia de la Seo de Tarragona. Dos días después firmó el reconocimiento de la oferta hecha por el maestro provincial del Temple, para ayudar en la conquista de Valencia, del derecho de acuñación en los lugares pertenecientes a la orden, sin que esto constituyese un precedente contra los privilegios del Templo.

## La campaña del Palancia
Jaime I, después de la toma de Burriana y la campaña fallida de Cullera, se dispuso a emprender el ataque final a la ciudad de Balansiya, reuniendo las Cortes generales en Monzón el 28 de octubre de 1236 donde conseguiría la ayuda necesaria, incluso el papa Gregorio IX calificaba la acción de "cruzada" y otorgaba una bula el 2 de febrero de 1237. Después de una estancia en Montpellier, entre finales de 1236 y principios del 1237, el ejército, concentrado en Teruel empezó a bajar siguiendo el curso del río Palancia, tomando Vall de Uxó, Nules, y asediando Almenara. A continuación se tomaron Bétera, Paterna, y Moncada, y finalmente el 25 de junio de 1237 el Puig de Cepolla también denominado Enesa, y después El Puig de Santa María, situado cerca de la capital valenciana.
Jaime I dispuso que la fortificación del Puig fuese reconstruida, se hizo un muro de tapial y un camino empedrado hasta el mar. Al cabo de dos meses, las obras quedaron listas y el castillo fue ocupado por una guarnición de cien caballeros y muchos peones, mandados por Bernardo Guillermo de Entenza, pariente del rey.
El historiador musulmán Ibn Jaldún relata que, del 16 de septiembre de 1235 al 4 de septiembre de 1236, los cristianos, que habían atacado a los sarracenos, tenían siete campamentos, dos de los cuales eran contra Balansiya, Al-Yazirat Šuqar y Játiva. Mientras el rey de Castilla tomaba Córdoba, Jaime se apoderaba de la mayor parte de los castillos de Balansiya y de Al-Yazirat Šuqar. Añade que el rey aragonés construyó el castillo de Enesa para asediar Valencia, dejó su ejército y se volvió a su tierra.

## La batalla
Zayyan ibn Mardanish reunió la gente de Játiva y el Júcar y avanzó hacia Enesa, reuniendo, según la Crónica, a 600 caballeros y 11 000 peones, y atacando el 15 de agosto de 1237, según Al-Maqqarí,  poco después de que el rey hubiese dejado el Puig en dirección a Huesca.
Ibn al-Abbar, que había sido secretario de Abū Zayd, presente como secretario de Zayyan, relata que la batalla aconteció al mediodía. El ejército musulmán fue derrotado, y la mayor parte de sus soldados sucumbieron. Entre los muertos musulmanes se encontraba el sabio predicador Aburrebii ibn Salim Elcolaí. Jaime I, al conocer la victoria, acudió al Puig, donde permaneció algunos días, y después se volvió a Aragón.
La fuerte derrota sufrida por los musulmanes tuvo una gran influencia sobre los curso de las operaciones. A partir de esta batalla, los destacamentos de los cristianos se multiplicaron por la comarca, y muchos musulmanes tuvieron de huir.

## Consecuencias
Mientras Jaime I el Conquistador estaba en Aragón, murió Bernardo Guillermo de Entenza, lo cual introdujo el desánimo entre los nobles aragoneses. En un consejo de magnates, Blasco I de Alagón, en nombre de otros muchos barones, sostuvo que era mejor evacuar el Puig y abandonar de momento la empresa que podía ser reanudada más adelante.
Jaime I rehusó seguir el consejo de los nobles, y resolvió continuar la campaña. Desde Aragón, el monarca volvió al Puig de Santa María. Allí se encontró el 24 de enero de 1238. Trajo con él al hijo de Bernat Guillem de Entenza, denominado Guillem, que tenía unos 10 o 11 años, armándolo caballero ante los representantes de las órdenes militares, y haciéndole donación de todas las tierras de su padre. Provisionalmente designó como capitán del castillo a Berenguer de Entenza.
Aun así, no cesó la oposición a la continuación de la campaña. Al contrario, una gran parte de la guarnición del Puig, al saber que el rey se volvía, convino secretamente en abandonar aquella posición una vez que Jaime se hubiese marchado. Uno de los frailes dominicos que había en la fortaleza denunció el complot al monarca. Esta, al día siguiente, reunió los nobles en la capilla del castillo y les habló enérgicamente, Los barones reaccionaron, y prometieran proseguir la lucha hasta la victoria.
Poco después el Conquistador partía hacia Ulldecona para recibir a su mujer Violante; pero no quiso cruzar el río y arreció su decisión irrevocable de realizar la conquista de Valencia, a pesar de los consejos de su tío Ferrán y de las súplicas de la reina. Esta y los servidores de la casa real se establecieron en Burriana.
De retorno al Puig, Jaime recibió un mensajero que en nombre de Zayyan le ofreció, a cambio de abandonar el ataque a la capital, la cesión de todos los castillos desde el río Guadalaviar hasta Tortosa y Teruel, la construcción de un hermoso palacio para el rey en la Zaidía y el pago de un tributo anual de diez mil besantes. La respuesta del rey fue que, en el estado a qué habían llegado las cosas, no le convenía el trato. Él podía apoderarse de la ciudad de Valencia, y entonces caerían en su poder todos sus castillos y tierras. Así tendría la gallina y luego los pollitos.